# Louis Armstrong Stadium

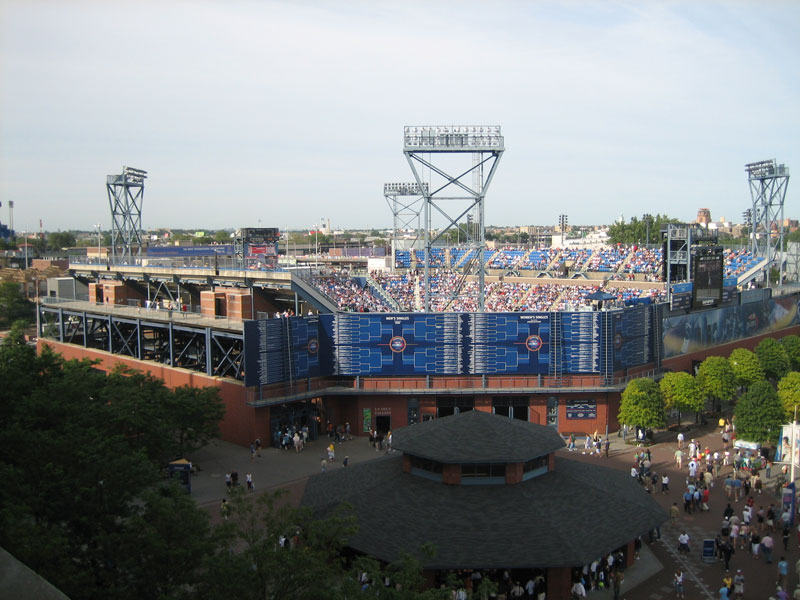
Het Louis Armstrong Stadium en het manuele bord voor het toernooiverloop, gezien vanuit het Arthur Ashe Stadium

Het Louis Armstrong Stadium is een tennisstadion in het Flushing Meadows Corona Park in de wijk Flushing van de borough Queens van New York. Het werd geïncorporeerd in het in 1978 geopende USTA Billie Jean King National Tennis Center.
Oorspronkelijk was het stadion bekend als de Singer Bowl, een stadion dat gebruikt werd voor sportmanifestaties en concerten allerhande van de bouw in 1964 tot de aanpassing in 1978.  Het gebouw werd gesponsord door de Singer Corporation.  In 1978 werd het gebouw aangepast en omgevormd tot twee aansluitende tennisstadions.  Enerzijds het Louis Armstrong Stadium, vernoemd naar de Afro-Amerikaanse jazzmuzikant Louis Armstrong die tot zijn dood in 1971 vlak bij het stadion woonde met oorspronkelijk 18.000 zitplaatsen en anderzijds het Grandstand Stadium met 6.000 zitplaatsen.
Na de ingebruikname van het Arthur Ashe Stadium in 1997 werd het Louis Armstrong Stadium opnieuw gerenoveerd met onder meer een ommuring die overeenkwam met het nieuwe stadion, en verbeterd zitcomfort.  Het aantal zitplaatsen werd toen teruggebracht tot het huidige aantal van 10.200 plaatsen.  Het is nog steeds het tweede stadion waar belangrijke wedstrijden van de US Open doorgang vinden.
Na afloop van de US Open 2016 (tennis) werd het stadion afgebroken, op dezelfde plek werd een nieuw stadion gebouwd met een schuifdak.